# Затишенка
Зати́шенка (каз. Затышенка) — село у складі Федоровського району Костанайської області Казахстану. Входить до складу Федоровського сільського округу.
Населення — 57 осіб (2021; 89 у 2009, 180 у 1999, 219 у 1989).